# 長安蘭銑
長安 蘭銑（ながやす らんせん、1985年（昭和60年）2月5日 - ）は、兵庫県赤穂市出身の書家。専門は漢字。公益社団法人日本書芸院系列の書道団体墨滴会に所属し、日本書芸院、兵庫県書作家協会を中心に活動する。本名は長安 宏樹（ながやす ひろき）。雅号の「蘭銑」は、師匠の雅号「蘭逕」に由来する。

## 略歴
- 1985年

兵庫県赤穂市にて出生。
- 1993年

書を山本蘭逕に師事。
- 2003年

兵庫県立赤穂高等学校 卒業。
- 2004年

和歌を鈴木徳男に師事。
- 2005年

書を亀谷鶴嶂に師事。
- 2006年

赤穂市立赤穂西中学校に作品寄贈。
- 2007年

相愛大学人文科学研究所の看板制作。
相愛大学 卒業。
和歌を柳瀬万里に師事。
- 2008年

社団法人日本書芸院主催のイベント「手書き文字ばんざい！」にて席上揮毫。
赤穂市文化奨励賞を受賞。
鳴門教育大学大学院 学長表彰溝上賞を受賞。
- 2009年

鳴門教育大学大学院 学長表彰溝上賞を受賞。
鳴門教育大学大学院 修了。
- 2012年

日本文化芸術交流「道 in Paris」展（フランス）に作品出品。

## 書展受賞歴
- 1999年

赤穂義士祭奉賛学童書道展 大石内蔵助賞
- 2002年

感謝と反省の集い書写・書道公募展 妙典寺大賞
- 2005年

弘法大師奉賛高野山競書大会 審査委員長賞
全国学生比叡山競書大会 滋賀県議会議長賞
- 2006年

高円宮杯日本武道館書写書道大展覧会 日本武道館理事長賞
日本教育書道振興会全国書展 奈良新聞社賞
真太陽国際書道展 真太陽準大賞
全日本学書展 文部科学大臣奨励賞
相生市美術展 教育委員会賞
- 2007年

全日本書初め大展覧会 読売新聞社賞
長良天神神社書初書道展 岐阜市教育委員会賞
- 2008年

全日本高校・大学生書道展 書道展大賞
たつの市美術展 努力賞
- 2009年

徳島県書初書道展覧会 推薦賞
兵庫県書道展 兵庫県知事賞
- 2011年

赤穂市美術展 市制60周年記念賞
- 2012年

赤穂市美術展 市長賞

## 資格
- 墨滴会 師範
- 兵庫県書作家協会 無鑑査会員
- 特定非営利活動法人日本書芸術振興團 審査会員
- 公益社団法人日本書芸院 無鑑査員
- 墨滴会全国書展 常任委員
- 全日本学書展 審査員

## 書道研究
- 「廣津雲仙の研究」（2007年・卒業論文）
- 「近世和歌の書作品化の研究」（2009年・修士論文）